# Флавий Олибрий Юниор
Флавий Аниций Олибрий Юниор (лат. Flavius Anicius Olybrius Juniorus) — политик Византии и консул 491 года.
Олибрий Юниор был сыном консула 506 года Ареобинда Дагалайфа и дочери императора Западной Римской империи Олибрия Аниции Юлианы. По отцу Олибрий Юниор был правнуком Аспара. По матери был внуком императора Олибрия и правнуком императора Валентиниана III. В 491 году, когда он был ещё совсем молодой, был назначен консулом. Позднее женился на дочери консула Флавия Павла, брата византийского императора Анастасия I. У них было несколько дочерей.